# Prunus alabamensis
Prunus alabamensis är en rosväxtart som beskrevs av Charles Theodore Karl Theodor Mohr. Prunus alabamensis ingår i släktet prunusar, och familjen rosväxter. Inga underarter finns listade i Catalogue of Life.